# Sitcom
La situation comedy, comunemente abbreviato in sitcom o sit-com (lett. "commedia di situazione"), è un genere narrativo incentrato su un insieme di personaggi che vivono scene di vita quotidiana solitamente all'interno di una o poche ambientazioni. Le sitcom hanno avuto origine in radio, ma col tempo la televisione è diventata la forma preferita per questo genere.

## Storia
Durante gli anni venti del Novecento vennero prodotte alcune trasmissioni radiofoniche che possono rientrare nel genere della sitcom; Sam and Henry, trasmessa dalla radio WGN di Chicago nel 1926, potrebbe essere considerata la prima sitcom della storia.
Sin dagli inizi delle trasmissioni televisive, le sitcom furono parte dei palinsesti televisivi: nel Regno Unito la BBC produsse Pinwright's Progress e, negli USA, sul canale DuMont venne trasmesso da novembre 1947 la serie Mary Kay and Johnny.
Secondo il Merriam-Webster Collegiate Dictionary, il termine sitcom fu coniato nel 1951 e applicato per la prima volta alla trasmissione I Love Lucy (Lucy ed io), con Lucille Ball, trasmessa dalla CBS fra il 1951 e il 1957.
La prima sitcom italiana fu Diego 100% del 1985.

## Caratteristiche
Le sitcom utilizzano una sola ambientazione o poche ambientazioni alternative, generalmente al chiuso (un appartamento, un ufficio, un locale pubblico, una scuola e così via). È anche frequente l'uso di un insieme fissato di punti di ripresa; una variante estrema moderna, esemplificata dalla trasmissione Camera Café, usa un singolo punto di ripresa fisso.
Nella maggior parte dei casi, le sitcom sono basate sulla rappresentazione dell'interazione emotiva e sociale di un ristretto numero di personaggi immersi in un ambiente familiare e sostanzialmente ordinario, in cui lo spettatore può facilmente immedesimarsi. Se questo è evidente per le serie televisive che raccontano episodi di vita quotidiana di famiglie relativamente comuni (per esempio La famiglia Bradford o Il mio amico Arnold) lo stesso vale in effetti anche per sitcom come Alf, Mork & Mindy, Vita da strega o il più recente Una famiglia del terzo tipo, in cui elementi decisamente straordinari (siano essi alieni, streghe o supereroi) sono usati principalmente come pretesti per trattare temi di vita quotidiana da prospettive insolite e come fonte di spunti per gag. Una caratteristica comune delle sitcom statunitensi è la presenza delle risate registrate a scandire i tempi comici, con rare eccezioni come nel caso di The Office, sia nella versione originale britannica che in quella statunitense. Allo stesso tempo però vi sono esempi di sitcom moderne come How I Met Your Mother e The Big Bang Theory che hanno usato un pubblico vero che rideva sul serio alle battute dei personaggi sul set.
Nelle sitcom tradizionali gli episodi sono sostanzialmente indipendenti (in gergo stand-alone), ovvero i personaggi e le relazioni fra di essi sono statici, e gli eventi di ogni episodio si risolvono nell'episodio stesso, ripristinando lo status quo. Gli avvenimenti degli episodi precedenti sono menzionati solo raramente. Di questo schema si può leggere una parodia nella serie di cartoni animati dei Simpson, in cui Montgomery Burns, pur interagendo in modi talvolta drammatici con Homer, in ogni nuovo episodio dimostra di non ricordare nulla del suo dipendente. Analoga ironia si può vedere nella formula delle "ripetute morti" di Kenny McCormick, della serie South Park, che viene ucciso in (quasi) tutte le puntate. Le sitcom moderne tendono ad abbandonare la rigidità di questo schema e, pur proponendo in ogni episodio eventi che si "risolvono", mostrano anche, su tempi più lunghi, l'evolversi di personaggi e situazioni (esempi in questo senso sono Friends, How I Met Your Mother, La vita secondo Jim, Frasier, Will & Grace e The Big Bang Theory). In questo caso, un espediente molto usato è quello del cliffhanger: un episodio conclusivo di una stagione in cui ha luogo un radicale cambiamento che fornisce il punto di partenza per l'ambientazione, in parte o del tutto nuova, della stagione successiva (tecnica molto utilizzata anche dalle soap opera).